# Henryk Kostecki
Henryk Jan Kostecki (ur. 27 sierpnia 1930 w Górce Kościejowskiej, zm. 26 stycznia 1999 w Nowym Sączu) – polski polityk, poseł na Sejm PRL VII i VIII kadencji, działacz PZPR.

## Życiorys
Syn Karola i Anieli. Zdał maturę pedagogiczną w Krakowie, po czym pracował jako nauczyciel. Od 1951 do 1960 uczył w szkołach podstawowych, będąc jednocześnie przewodnikiem drużyn harcerskich. Działał w Związku Młodzieży Polskiej, Związku Młodzieży Socjalistycznej i od 1953 w Polskiej Zjednoczonej Partii Robotniczej. W latach 1953–1954 przewodniczył zarządowi powiatowemu ZMP w Miechowie. W latach 1961–1965 był tam sekretarzem Komitetu Powiatowego PZPR ds. propagandy, a od 1965 do 1971 pełnił funkcję I sekretarza KP. W 1974 ukończył socjologię w Wyższej Szkole Nauk Społecznych przy KC PZPR i został I sekretarzem KP PZPR w Nowym Sączu. W maju 1975 został pełnomocnikiem Biura Politycznego KC PZPR do tworzenia województwa nowosądeckiego, a w następnym miesiącu objął funkcję I sekretarza Komitetu Wojewódzkiego PZPR w Nowym Sączu. Od 1975 był zastępcą członka, a od 1980 członkiem Komitetu Centralnego partii.
Był radnym Gromadzkiej, Powiatowej i Wojewódzkiej Rady Narodowej. W 1976 objął funkcję przewodniczącego WRN w Nowym Sączu i uzyskał mandat posła na Sejm PRL VII kadencji w okręgu Nowy Sącz. Zasiadał w Komisji Administracji, Gospodarki Terenowej i Ochrony Środowiska. W 1980 uzyskał reelekcję w tym samym okręgu. Zasiadał w Komisji Administracji, Gospodarki Terenowej i Ochrony Środowiska, Komisji Spraw Wewnętrznych i Wymiaru Sprawiedliwości oraz w Komisji Administracji, Gospodarki Przestrzennej i Ochrony Środowiska. Pełnił mandat poselski do końca kadencji w 1985.

## Odznaczenia
W 1979 został odznaczony Orderem Sztandaru Pracy II klasy. Poza tym otrzymał Krzyż Kawalerski Orderu Odrodzenia Polski i Medal 30-lecia Polski Ludowej.